# Мона Макшеррі
Мона Макшеррі (21 серпня 2000) — ірландська плавчиня.
Призерка Чемпіонату Європи з плавання на короткій воді 2019 року.
Чемпіонка світу з плавання серед юніорів 2017 року.